# Самаев, Данзан-Хайбзун
Данзан-Хайбзун Самаев, в миру Фёдор Сергеевич Самаев (31 марта 1954, Орлик, Окинский район — 10 июля 2005) — деятель тибетского буддизма в России в 1990—2005 годах. Представитель народа сойотов. В 1990-х годах настоятель буддийского храма в Санкт-Петербурге. Депутат Народного Хурала республики Бурятия (1994—1998), основатель и первый глава бурятской буддийской организации «Майдар».

## Биография

### Обучение
В течение четырёх лет обучался на Восточном факультете ЛГУ, откуда ушёл по собственному желанию, не окончив образование, затем в БГПИ на факультете иностранных языков. Проходил языковую практику в МонГУ; успешно окончил Буддийский университет им. Дзанабадзара в улан-баторском монастыре «Гандантэгченлин» по специальности цанид, затем — в Индии, в Гоман-дацане и Дхарамсале. В 1990 году получил от Далай-ламы XIV полное монашеское посвящение гелонга и вернулся на родину.

### Деятельность на посту настоятеля петербургского храма
После открытия буддийского дацана в Ленинграде в 1990 году был утверждён в должности его настоятеля Центральным духовным управлением буддистов и одновременно по решению собрания общины верующих возглавил Совет храма.
Приход Фёдора Самаева в храм был настоящим везением. Он прекрасно знал Ленинград (Санкт-Петербург), не чурался быта и культуры мегаполиса, имел хорошее светское образование (окончил четыре курса университета) и духовное.
Самаев открыл при храме школу подготовки учеников (хувараков), возродив институт послушничества и воспитания будущих лам. Были открыты курсы буддийского образования для мирян, в том числе воскресная школа для детей бурятско-калмыцкой диаспоры Санкт-Петербурга. Многие занятия вёл лично.
Самаев активно налаживал контакты с зарубежными буддийскими организациями и священнослужителями, приглашая их для проповедей. Помимо видных учителей-тибетцев, в дацане читал лекции американский буддолог Александр Берзин. Он и сам часто ездил за границу, в частности, в США, где встречался с последователями ученика Агвана Доржиева, геше Вангьяла, и получил ряд оставшихся от него реликвий.
При петербургском дацане активно работал издательский отдел.
Данзан-Хайбзун был активным сторонником проведения курируемых дацаном выставок, концертов и праздников, посвящённых бурят-монгольской буддийской культуре. Наиболее заметным из мероприятий подобного рода были празднование даты 250-летия официального признания буддизма в России в 1991 году, а также выставка «Буддизм. Природа. Человек» в 1993 году.
В 1994 году Самаев был избран депутатом Народного Хурала республики Бурятия от Окинского избирательного округа. В качестве депутата Самаев организовал экспозицию в США ценного памятника тибетской книжности — хранящегося в Бурятии Атласа тибетской медицины, где в целях защиты памятника от разрушения он был обрамлён. Против вывоза Атласа из Бурятии активно протестовал глава ЦДУБ Хамбо-лама Дамба Аюшеев, однако в 1998 году экспозиция и реставрация в США были успешно организованы. В этом же году Самаев оставил Народный Хурал.
В 1995—1997 годах Самаев занимал должность дид-хамбо, отвечая за связи с международными буддийскими центрами и общинами разных стран, проявляя в этом инициативу, часто не согласованную с руководством ЦДУБ. В результате руководство ЦДУБ осудило деятельность Данзан-Хайбзуна, пыталось снять его с должности настоятеля и лишить сана. По мнению буддолога и монголиста Н. Л. Жуковской, в этом сказалась неготовность ЦДУБ к индивидуальной позиции и активности Данзан-Хайбзуна. В 1997 году в буддийском храме «Гунзэчойнэй» возник конфликт, спровоцированный одной из буддийских общин города. Данзан-Хайбзун вынужденно покинул пост настоятеля и вернулся в Бурятию, а дацан возглавил Б. Б. Бадмаев.

### Экологическое движение «Ахалар»
В 1992 году Самаев в качестве президента возглавил экологический просветительский центр «Ахимса-Альтруизм-Арюун» (впоследствии «Аригун»), целью которого была интеграция бурятских религиозных традиций и современных экологических воззрений, восстановление старых мест поклонения местным божествам Тункинского и Окинского районов Бурятии. Это движение в том числе занималось возведением оригинальных сооружений, изобретённым лично Самаевым (аригун-субурганы и специальные конструкции для хии-морин). Также в рамках этого проекта было осуществлено восхождение на высочайшую вершину Саян, Мунку-Сардык, и поклонение местночтимому божеству.

### Основание ЦРО «Майдар»
В 1999 году Данзан-Хайбзун создал централизованную религиозную буддийскую организацию «Майдар», объединившую три возглавляемых его учениками дацана — Хойморский, Окинский и Кыренский, в Тункинском и Окинском районах Бурятии, возглавив её в качестве «Духовного Наставника». Эта организация стала второй, наряду с Буддийской традиционной сангхой России, централизованной буддийской организацией Бурятии. В последние годы жизни он с учениками построил в Тункинском районе Буддийскую академию, где в 2004 году начал преподавание.
Лама Д.-Х. Самаев создал новую методику обучения лам. Современный лама, согласно его взглядам, — это универсал. Он и образованный человек, и мастер на все руки: он должен выступать на научных конференциях, уметь решать проблемы паствы, проблемы дацана, водить машину, строить дома. Современный лама — это и теоретик, знающий буддийскую философию, и практик, который сможет организовать деятельность дацана в новом правовом, социальном пространстве. Он говорил, что лама должен соответствовать требованиям современного общества.
Данзан-Хайбзун трагически погиб в автокатастрофе в день праздника Майдари-хурал в 2005 году.

## Признание
- Религиозный авторитет Самаева был настолько велик, что его ученики признавали его воплощением Агвана Лобсана Доржиева, Хамбо-ламы и крупнейшего политического деятеля тибетского буддизма в России в начале XX века.